# Vasco Esporte Clube
O Vasco Esporte Clube é um clube de futebol brasileiro, sediado em Aracaju, capital do estado de Sergipe, sendo um clube alvinegro (preto e branco).

## História
O Vasco foi fundado em 15 de agosto de 1931, como Vasco da Gama Futebol Clube, por comerciários e bancários, em reunião ocorrida na residência de Abdias Bezerra. Seu primeiro presidente foi Eurípedes Machado de Oliveira, conhecido como "Boquinha", que também atuou na primeira equipe formada pelo clube. A primeira sede situava-se nos fundos dos Correios, na época localizado na Praça Fausto Cardoso.
Na década de 1930, o Vasco tinha o Paulistano Futebol Clube como seu principal rival e em 1944, sagrou-se campeão citadino invicto e campeão estadual. No ano seguinte, foi vice-campeão, enquanto que, a partir de 1946, passou a adotar a atual denominação: Vasco Esporte Clube.
Em 1966, o clube foi despejado por ordem judicial de sua sede, na rua de São Cristóvão. No ano seguinte, durante a presidência de Alceu Gonçalves de Oliveira, foi iniciada a construção da sede própria. A obra seria inaugurada um ano mais tarde, durante a gestão de Wilson Queiroz.
Em 1984, o Vasco foi declarado de utilidade pública pela Câmara Municipal de Aracaju, através da Lei nº 967/84. Em 1987, venceu o quadrangular decisivo, que incluía Itabaiana, Confiança e Estanciano e conquistou o último de seus quatro títulos estaduais. Sua última participação no Campeonato Sergipano ocorreu em 1999.
O clube também dedicou-se à prática de outros esportes, entre eles o voleibol, o basquete e o futebol de salão. Neste último, foi bicampeão invicto do Torneio Sergipe-Bahia.

### A Glória de 87
O dia 23 de agosto de 1987 está gravado para o Vasco de Aracaju como o mais importante da história do clube. Pela primeira vez, a equipe conquistava o título de campeã sergipana da era profissional. O jogo decisivo foi contra o Confiança, time bem mais tradicional e que buscava o bicampeonato. Naquele tempo, os estaduais eram bem mais longos, tinham turnos, returnos, quadrangulares, fases intermináveis até se conhecer o campeão. 
Os vascaínos entraram na competição com grandes pretensões, pois nas últimas temporadas a campanha era sempre respeitável, com o time quase experimentando o gostinho do título. No primeiro turno, a equipe ficou com a segunda colocação, e foi mantendo o bom aproveitamento até conseguir vaga no quadrangular final, ao lado de Confiança, Itabaiana e Estanciano. Teve alguns tropeços nas primeiras rodadas para Tricolor e Canarinho, mas arrancou para o título.
Na rodada decisiva, Itabaiana e Estanciano empataram na Serra em 1 a 1, resultado que favorecia o Vasco. Para o Confiança, só a vitória passava a interessar no Batistão. O público era de 3.472 pagantes para ver um confronto que ganhou ares de clássico, tamanha a tensão. A primeira polêmica ocorreu ainda na etapa inicial. O Vasco abriu o placar aos 31 minutos, com Quinha. Jogadores e comissão técnica proletários reclamaram de impedimento, porém o gol foi validado.
No segundo tempo o Vasco ampliou e se aproximou ainda mais do título. Zé Raimundo, artilheiro do time na competição, foi quem marcou. O Confiança buscou a reação e chegou a diminuir com Audair. Antes do fim da partida, houve uma confusão generalizada, quatro jogadores foram expulsos pelo árbitro Antônio Vieira de Góis, dois de cada lado. Os vascaínos conseguiram administrar a vantagem até o final e confirmaram o título. No resumo da campanha, em 35 jogos, venceu 12, empatou 14 e perdeu 9 partidas. Marcou 33 gols e sofreu a mesma quantidade.

### Time de Valor
O Vasco de Aracaju ficou reconhecido no futebol sergipano por ser um dos clubes que mais revelou jogadores, que em seguida, brilharam em outros clubes. Geraldo foi o maior exemplo disso. O time campeão de 87 era formado por grandes craques: Pimenta, Missinho, Careca, Quinha, Reginaldo Ramos e Zé Raimundo brilharam com a camisa cruz-maltina.
Reginaldo Ramos foi um dos grandes personagens da conquista estadual. Ele foi revelado pelo Itabaiana, mas se destacou no Vasco também. Depois disso, foi campeão em Sergipe e bicampeão estadual pelo Vitória.

### Carivaldo, O presidente
Antes de passar 25 anos à frente da Federação Sergipana de Futebol, José Carivaldo de Souza viveu um período vitorioso como presidente do Vasco. Era ele o mandatário do clube na conquista estadual de 1987. Depois daquele título, ele se projetou no futebol local até conseguir se eleger para o cargo mais importante da FSF, assumindo a presidência e ficando na função por 25 anos. 
Carivaldo de Souza dedicou boa parte da vida ao Vasco. Inclusive teve um filho que jogou no clube. Ricardo Souza conquistou três títulos sergipanos pelos juniores. Um deles, no próprio ano de 87. Depois disso, chegou ao Vasco do Rio de Janeiro. Em Sergipe, conquistou também títulos estaduais por Confiança e Sergipe.
Os tempos de glória do Vasco ficaram no passado. Hoje, a realidade é outra. O time encerrou as atividades no futebol, e a sede social atualmente é usada basicamente para a realização de shows populares. Porém, a estrutura esportiva está abandonada. Quadras, campos de futebol e piscinas acumulam lixo e estão muito danificados.
A atual gestão, aos poucos, vem resgatando o desporto do Vasco Esporte Clube, através de participações em competições amadoras de base, adulto e master.

## Títulos

### Estaduais
- Campeonato Sergipano: 4

(1944, 1948, 1953, 1987)
- Campeonato Sergipano - Série A2: 1

(1992)
- Torneio Início: 2

(1947 e 1961)

## Artilheiros
| Artilharia  | Artilharia           | Artilharia | Artilharia |
| Atleta      | Competição           | Ano        | Gols       |
| ----------- | -------------------- | ---------- | ---------- |
| Florisvaldo | Campeonato Sergipano | 1978       | 30         |
| Zé Raimundo | Campeonato Sergipano | 1985       | 14         |

## Desempenho em competições oficiais
Campeonato Sergipano
| Ano  | 1930 | 1931 | 1932 | 1933 | 1934 | 1935 | 1936 | 1937 | 1938 | 1939 |
| Pos. | —    |      |      | 2º   |      |      |      |      | 1º   |      |
| Ano  | 1940 | 1941 | 1942 | 1943 | 1944 | 1945 | 1946 | 1947 | 1948 | 1949 |
| Pos. |      |      |      |      | 1º   | 2º   |      |      | 1º   |      |
| Ano  | 1950 | 1951 | 1952 | 1953 | 1954 | 1955 | 1956 | 1957 | 1958 | 1959 |
| Pos. |      |      |      | 1º   |      |      |      |      |      |      |
| Ano  | 1960 | 1961 | 1962 | 1963 | 1964 | 1965 | 1966 | 1967 | 1978 | 1969 |
| Pos. |      |      | 2º   |      |      |      |      |      |      |      |
| Ano  | 1970 | 1971 | 1972 | 1973 | 1974 | 1975 | 1976 | 1977 | 1978 | 1979 |
| Pos. |      |      | 7º   | 3º   |      | 6º   |      | 3º   | 4º   | 2º   |
| Ano  | 1980 | 1981 | 1982 | 1983 | 1984 | 1985 | 1986 | 1987 | 1988 | 1989 |
| Pos. |      |      |      |      | 5º   |      |      | 1º   | 7º   |      |
| Ano  | 1990 | 1991 | 1992 | 1993 | 1994 | 1995 | 1996 | 1997 | 1998 | 1999 |
| Pos. |      |      |      |      |      | 6º   | 3º   |      | 2º   |      |
| ---- | ---- | ---- | ---- | ---- | ---- | ---- | ---- | ---- | ---- | ---- |

## Presidentes
- Eurípedes Machado de Oliveira
- Roberto Garcia
- Álvaro Ferreira da Silva
- Fernando Madureira
- João Álvares Pereira
- Félix D'Ávila
- Manuel Nicanor do Nascimento
- José Samuel de Almeida
- Alceu Gonçalves de Oliveira
- Wilson Queiroz
- José Fagundes de Lima
- Jailson Trindade Oliveira
- José Adilson da Cruz